# Туніська затока
Туні́ська зато́ка — велика затока Середземного моря біля північного узбережжя Африки, омиває територію Тунісу. На південному березі затоки, де раніше знаходилася столиця Карфагена, зараз розташоване місто Туніс. У глибині затоки розташована штучна бухта Мандракій, створена за часів античності.

## Географія
Із заходу в затоку впадає річка Меджерда. Зі сходу затока обмежена мисом Ет-Тіб, який відокремлює її від затоки Хаммамет. Поруч з мисом розташовані острови Зембретта і Зембра. На півночі знаходиться Туніська протока.